# Известия
«Изве́стия» — советская и российская общественно-политическая и деловая ежедневная газета, учреждённая в феврале 1917 года. В настоящее время также вещает одноимённый телеканал «Известия». СМИ запрещено к вещанию в Евросоюзе за манипулирование информацией и грубое искажение фактов.

## Общие сведения
Во времена СССР — официальный орган руководящих (законодательных) органов Советской власти, в частности Верховного Совета СССР. С августа 1991 года являлось независимым средством массовой информации, с 1996 года владельцами газеты выступают различные крупные российские бизнес-структуры.
Тематика газеты — освещение событий в России и за рубежом, аналитика и комментарии, обзор вопросов бизнеса и экономики, событий культурной и спортивной жизни.
С 1960 по 2000 год выпускалось еженедельное воскресное приложение к газете — «Неделя» (выпуск возобновлён в январе 2006 года). C середины 2008 года Санкт-Петербургские «Известия» выпускают также собственное пятничное приложение «Неделя-Петербург».
С 1992 года с перерывами до 2011 года выпускалось деловое приложение «Финансовые известия». Изначально это был совместный проект с британской Financial Times, но позже «Финансовые известия» стали публиковаться как собственная вкладка «Известий» и отдельный интернет-проект.
Газета выпускается в печатном и электронном виде. Объём газеты — 8 страниц; периодичность выхода — пять раз в неделю с понедельника по пятницу; формат — А2. В феврале 2005 года американская газета The New York Times выбрала «Известия» в качестве партнёра для издания в России приложения «The New York Times in Известия» без изъятий на языке оригинала.
Главный редактор газеты — Сергей Коротеев.

## История газеты

### Революция 1905 года
Прообразом издания 1917 года были «Изве́стия Совета рабочих депутатов» информационный бюллетень, орган Петербургского совета рабочих депутатов. Выходил с 17(30) октября по 14(27) декабря 1905 года. Вышло 10 номеров. № 11 конфискован 19 декабря (1 января 1906) в типографии. Тираж до 40 тыс. экземпляров. Пропагандировал требования созыва Учредительного собрания и создания демократической республики, свободы слова, печати, вероисповедания, национального равенства, передачи земли крестьянам, 8-часового рабочего дня. В декабре 1905 «И. С. р. д.» обратились к рабочим и солдатам с призывом готовиться к вооруженному восстанию.

### Советские «Известия»
Первый номер газеты под названием «Извѣстія Петроградскаго совѣта рабочихъ депутатовъ» вышел 28 февраля (13 марта) 1917 года в Петрограде — как печатный орган образованного Петроградского совета рабочих депутатов. Редакция газеты разместилась в захваченном польскими революционерами по приказу уполномоченного петроградского совета В. Д. Бонч-Бруевича здании типографии, где выходила газета «Копейка»: дом № 6 по Сайкину переулку (Лиговка); с мая 1917 — в Таврическом дворце, с августа того же года — на втором этаже Смольного. На первой полосе первого номера было напечатано обращение «Къ населенію Петрограда и Россіи. Отъ Совѣта Рабочихъ Депутатовъ», которое заканчивалось следующим призывом: 

«<…> Всѣ вмѣстѣ, общими силами будемъ бороться за полное устраненіе стараго правительства и созывъ учредительнаго собранія, избраннаго на основѣ всеобщаго равнаго, прямого и тайнаго избирательнаго права».— Извѣстія Петроградскаго совѣта рабочихъ депутатовъ. — 1917. — № 1 (28 февраля). — C. 1.

С № 3 от 2 марта 1917 года газета выходила под названием «Извѣстія Петроградскаго совѣта рабочихъ и солдатскихъ депутатовъ». С 1 августа 1917 года газета стала выходить под названием «Извѣстія Центральнаго Исполнительнаго Комитета и Петроградскаго совѣта рабочихъ и солдатскихъ депутатовъ»; с 29 сентября (№ 184) — «Извѣстія ЦИК Совѣтовъ рабочихъ и солдатскихъ депутатовъ». В Москве издавалась газета «Извѣстія Московскаго Совѣта рабочихъ депутатовъ».
После Октябрьской революции, с 27 октября (9 ноября) 1917 года «Известия» стали органом ЦИК и Петроградского совета рабочих и солдатских депутатов; газета приобрела статус одного из официальных печатных органов новой власти — наряду с газетой «Газета Временнаго Рабочаго и Крестьянскаго Правительства», которая была «официальным органом Совета Народных Комиссаров»; на её страницах публиковались основные документы большевистского правительства: «Декрет о мире» и «Декрет о земле».
В связи с переездом большевистского правительства в Москву газета стала издаваться в Москве. Первый номер «Известий» в Москве, вышел 12 марта 1918 года под названием «Извѣстія Всероссійскаго Центральнаго Исполнительнаго Комитета Совѣтов Крестьянских, Рабочих, Солдатских и Казачьих Депутатов и Московскаго Совѣта Рабочих и Красноармейских Депутатов» (газета до 19 октября 1918 года продолжала использовать дореформенную орфографию, но без буквы «ъ»).
С 14 июля 1923 года «Известия» — орган ЦИК СССР и ВЦИК.
Главный редактор газеты Михаил Кожокин отмечал, что Ленин ставил «Известия» выше «Правды», поскольку те были органом Советов — «новой формы государственной власти», а «Правда» была органом партии. В «Известиях» были обязаны печататься все декреты Совнаркома и прочих органов центральной власти. Их тираж при Ленине был 400 тысяч экземпляров, а у «Правды» — 150 тысяч.
С 26 января 1938 года газета выходила под названием «Известия Советов депутатов трудящихся СССР».
Первыми редакторами «Известий» были Ю. М. Стеклов, И. И. Скворцов-Степанов, М. А. Савельев. Наиболее высоким уровнем газета отличалась в годы редакторства Н. И. Бухарина и А. Аджубея.
В 1949 году газета награждена орденом Трудового Красного Знамени, в 1967 году в связи с 50-летием со дня выхода первого номера — орденом Ленина, 12 января 1977 года газета награждена орденом Октябрьской Революции.

С 30 мая 1960 года на регулярной основе в дополнение к утреннему выпускался московский вечерний выпуск газеты с графиком подписания в печать в 15:00 (утренний выпуск следующего дня — в 16:45):
Сегодня вы, дорогие читатели, получаете первый номер вечернего выпуска «Известий». В Москве и пригородах столицы свежий номер газеты придёт к вам вечером, сразу же после выхода в свет. Подписчикам из других городов почтальоны доставят нашу газету значительно раньше, чем прежде.
Последний номер московского вечернего выпуска «Известий» вышел в свет 29 января 1993 года: в связи с переходом к рыночной экономике дополнительная вечерняя доставка газет стала невыгодной для почты.
С января 1982 года выходил также утренний московский выпуск газеты с графиком подписания в печать в 22:00. Утренний выпуск, подписывавшийся в печать в 15:00, стал называться союзным (с 4 сентября 1990 года это наименование стало проставляться на последней странице газеты) и распространялся во всех остальных регионах СССР, включая Московскую область. Таким образом была разрешена проблема обеспечения актуальности публикуемой информации в условиях географической протяжённости страны с запада на восток.
Помимо отметки «Московский выпуск» или «Московский вечерний выпуск» в заголовке газеты (а с сентября 1990 года — также «Союзный выпуск» или «Московский выпуск» на последней странице), выпуски маркировались элементами оформления: ромбиком ♦ в заголовке и колонтитулах союзного выпуска и кружком ● в заголовке и колонтитулах московского или московского вечернего. Отдел газет Российской государственной библиотеки хранит оба варианта газеты по каждому дню.
В 1970-е — 1980-е гг. проводился популярный международный турнир по хоккею с шайбой на приз газеты «Известия». Выпускалась различная сувенирная продукция, посвящённая соревнованию (значки, фигурки талисмана соревнований и т. п.).

#### Хронология переименований
- 1917, февраль — «Извѣстія Петроградскаго Совѣта Рабочихъ Депутатовъ»
- 1917, март-август — «Извѣстія Петроградскаго Совѣта Рабочихъ и Солдатскихъ Депутатовъ»
- 1917, август-сентябрь — «Извѣстія Центральнаго Исполнительнаго Комитета и Петроградскаго Совѣта Рабочихъ и Солдатскихъ Депутатовъ»
- 1917, сентябрь-октябрь — «Извѣстія Центральнаго Исполнительнаго Комитета Совѣтовъ Рабочихъ и Солдатскихъ Депутатовъ»
- 1917, октябрь — 1918, март — «Извѣстія Всероссійскаго Центральнаго Исполнительнаго Комитета Совѣтов Крестьянских, Рабочих, Солдатских и Казачьих Депутатов и Петроградскаго Совѣта Рабочих и Красноармейских Депутатов»
- 1918, март — 1918, октябрь — «Извѣстія Всероссійскаго Центральнаго Исполнительнаго Комитета Совѣтов Крестьянских, Рабочих, Солдатских и Казачьих Депутатов и Московскаго Совѣта Рабочих и Красноармейских Депутатов»
- 1918, октябрь — 1923 — «Известия ВЦИК и Московского Совета рабочих и солдатских депутатов»
- 1923—1938 — «Известия ЦИК СССР и ВЦИК Советов рабочих, крестьянских и красноармейских и казачьих депутатов»
- 1938—1977, октябрь — «Известия Советов депутатов трудящихся СССР»
- 1977, октябрь — 1991, август — «Известия Советов народных депутатов СССР»
- С августа 1991 года — «Известия»[18].

### ОАО «Известия»
3 ноября 1992 года в процессе приватизации было образовано Открытое акционерное общество «Редакция газеты „Известия“».
Редакция размещается в восьмиэтажном здании общей площадью 15 тыс. м², построенном в 1970-е годы, по адресу: Москва, ул. Тверская, 18.
Историческое здание на Пушкинской площади, в котором ранее находилась редакция, ныне занимает Издательство «Известия» Управления делами Президента Российской Федерации, не имеющее к газете никакого отношения. Оно построено в 1925—1927 годах по проекту и под руководством архитектора Г. Б. Бархина (1881—1969) и является одним из первых деловых зданий, возведённых в Москве в советский период в духе конструктивизма.
В 1926—1927 годах в Москве был сооружён первый полиграфический комбинат — типография газеты «Известия». Типография действующая, но газета «Известия» не печатается в ней с начала 1990-х годов. Московские подписчики получают газету «Известия», напечатанную в типографии «Экстра М» в подмосковном Красногорске.
До мая 2008 года «Известиями» владело ОАО «Газпром-медиа». Нынешние владельцы газеты — медиамагнат из Санкт-Петербурга Юрий Ковальчук и группа «Согаз».
26 октября 2009 года акционеры назначили главным редактором газеты Виталия Абрамова, ранее работавшего заместителем генерального директора по региональному развитию «Российской газеты». В 2006 году на должность заместителя главного редактора взят руководитель Информационного управления ЦИК партии «Единой России» Илья Киселёв. Владимир Мамонтов был переведён на специально созданный для него пост президента газеты.

### Передача газеты в ООО «Айньюс»
21 апреля 2011 года новым главным редактором газеты был назначен Александр Малютин.
29 апреля 2011 года председатель совета директоров ОАО «Известия» Арам Габрелянов заявил, что до 1 июня 2011 года редакция переедет из здания на Тверской улице на 5-ю улицу Ямского поля. Журналисты газеты переедут в здание холдинга «Ньюс-Медиа» в промзоне на территории завода «Дукс» в Северном округе Москвы, которым владеет А. Габрелянов и где расположены редакции газеты «Жизнь» и «Твой день». Как пояснил Габрелянов, здание на Пушкинской площади было построено ещё в 1926 году и оно не приспособлено к выпуску современной газеты, дальнейшую судьбу исторического здания будут решать акционеры.
5 июня 2011 года состоялось собрание трудового коллектива, журналисты избрали своим новым главным редактором Сергея Мостовщикова и отказались подчиняться Габрелянову и Малютину. Конфликт возник в связи с массовыми сокращениями журналистов — лишь 38 человек, включая верстальщиков, из прежнего состава редакции были приняты в ООО «Айньюс», которым владеет Арам Габрелянов и которое будет издавать газету «Известия», судьба остальных двух сотен сотрудников газеты остаётся нерешённой.
7 июня издательский дом «Айньюс» выпустил свой первый номер газеты «Известия». Малютин сообщил, что некоторое время газета будет выходить на восьми полосах, а потом перейдёт на двенадцать, все рубрики останутся прежними. В пресс-релизе, распространённом 7 июня, говорилось: «В ОАО „Известия“ завершилась реорганизация. Вопросами издания газеты „Известия“ с 6 июня 2011 г. занимается ООО „Айньюс“. Часть коллектива ОАО „Известия“ перешла на работу в ООО „Айньюс“. Все вопросы, волновавшие трудовой коллектив, успешно решены в соответствии с трудовым законодательством». Свои подписи под сообщением поставили гендиректор ОАО «Известия» Юрий Чечихин и от имени трудового коллектива — Сергей Мостовщиков.
Часть трудового коллектива газеты в тот же день издала следующее обращение: «7 июня 2011 года в здании на Пушкинской площади завершились переговоры работодателя с журналистами „Известий“. Принято решение расстаться с коллективом на основании соглашения сторон, которое предусматривает выплату зарплаты за отработанный период, компенсации за неиспользованные отпуска и выходное пособие в размере двух среднемесячных заработков… Основная драма возникшей ситуации, разумеется, не сводилась только лишь к сумме компенсации за оставление рабочего места. Мы убеждены, что передача „Известий“ в руки издателя „желтых“ газет Арама Габрелянова — это символический акт насилия, совершаемый над отечественной журналистикой. Какой бы подобострастной к властям, какой бы экономически убыточной ни была до этого момента газета, никакие ожидаемые владельцем доходы никогда не оправдают того прискорбного факта, что журналистика стараниями собственников газет и журналов все чаще превращается в сферу обслуживания самых примитивных вкусов публики, отучая её от необходимости невыгодного и не всегда комфортного интеллектуального труда».
Большую часть этого времени тексты для газеты и других изданий Габрелянова готовила объединённая редакция в Бумажном проезде, куда и переехала редакция «Известий». Акционеры «Известий» сдавали освободившие площади на Пушкинской в аренду до 2015 г., после НМГ продала долю в этом здании.
9 июня 2011 года бывший секретарь Союза журналистов России Игорь Яковенко так охарактеризовал новые процессы, происходящие с газетой: 

Очередная вивисекция, происходящая с «Известиями»(…) Резон первый — сиюминутная выгода. Газета тупо и банально убыточна. 30 % её «дохода» составляет сдача в аренду основной части громадных площадей на Пушкинской. Новый хозяин вполне справедливо решил, что сдача в аренду недвижимости не требует журналистского образования, а лизать (…) власти совсем не обязательно в центре Москвы— Игорь Яковенко, бывш.Секретарь СЖ России
После перехода «Известий» под управление Габрелянова доходы газеты от рекламы, подписки и продажи в розницу снизились: в 2010 г. выручка по этим направлениям равнялась более 340 млн руб., в 2012 г. — 286,1 млн руб. Вместе с тем издание перестало быть убыточным, чем страдало в 2008—2011 гг. В 2015 г. выручка «Известий» выросла на 3 % до 325 млн руб., а чистая прибыль снизилась на 22 % до 26,3 млн руб. По договору с «Известиями» Габрелянов платил за использование коммерческих прав и прав на товарные знаки газеты 28,8 млн рублей в месяц плюс 10 % своих доходов от использования этих прав, а «Известия» платили News Media те же 28,8 млн руб. в месяц за производство и выпуск газеты.
В феврале 2016 года новым главным редактором газеты был назначен бывший заместитель губернатора Калужской области Арсений Оганесян, акционеры издания рассчитывали сделать из неё респектабельное и аналитическое СМИ. Летом 2016 года редакция «Известий» переехала в 3-й Павловский переулок, где расположен офис телеканала «РЕН ТВ».
Параллельно НМГ объявила о начале принудительного выкупа у миноритариев оставшихся акций «Известий», к этому моменту ими оставались «Стальпромсиндикат», "ИФ «Руссика-Известия» и неназванные физические лица, владевшие совокупно 1,7 % акций. Стоимость газеты в ходе прошлых выкупов акций за полтора года равнялась 675 000 руб.

## Финансовые известия
Начиная с октября 1992 совместно с британской Financial Times начал выпускаться еженедельник «Финансовые Известия». Создателем и первым главным редактором «Финансовых Известий» был Дмитрий Мурзин. С сентября 1994 газета выходила два раза в неделю. 24 января 1998 года Financial Times разорвала контракт с «Известиями» по причине переориентации на американский рынок. С 28 апреля 1998 года издавалась «Известиями» самостоятельно. В 2001 и в 2009 году предпринимались попытки реанимировать бумажное приложение «Финансовые известия». С 2002 по 2011 работал сайт finiz.ru (зеркало fin.izvestia.ru) как самостоятельный информационный ресурс, на страницах которого публиковались, в числе прочего, материалы бумажной версии «Финансовых известий». Сайт finiz.ru входил в «ТОП 25» рейтинга Рамблера, был номинантом на «Премию Рунета 2007». После смены владельца газеты в 2011 году «Финансовые известия» наряду со всеми приложениями и интернет-сайтами «Известий» с многолетним архивом прекратили своё существование.

## Резонансные публикации

### 2000-е годы

#### Репортаж о захоронении в Чечне
В 2000 году газета оказалась в центре скандала. 25 февраля по германскому каналу «Про-7» был показан телесюжет Франка Хефлинга, в котором демонстрировалось, как российские солдаты, используя бульдозеры, закапывают тела нескольких десятков человек в братскую могилу. При этом ноги трупов были опутаны колючей проволокой. Шокирующие кадры, повторённые ведущими зарубежными (в частности, британским BBC) и российскими телеканалами, сопровождались комментарием, из которого следовало, что это трупы пленных чеченцев, убитых после пыток. На плёнке было видно, как у погибших чеченцев связаны руки, а у одного из них отрезано ухо. Как выяснилось, события происходили 14 февраля возле селения Рошни-Чу и Гойты в Чечне, а видеосъёмку вёл обозреватель газеты «Известия» Олег Блоцкий, который и продал её германскому каналу «Про-7». Как объяснила газета, репортаж являлся фальсификацией, реально запечатлённые на плёнке события не имеют никакого отношения к тому комментарию о «зверствах русских в Чечне», которые дал немецкий телеканал. С подобным заявлением выступил и помощник президента Владимира Путина Сергей Ястржембский. Как заявил обозреватель газеты Олег Блоцкий в материале «Фальшивка»:
Франк в Чечне не был и сделать подобные съёмки не мог, так как это мои видеокадры, сделанные под Урус-Мартаном и Рошни-чу. Однако, скромно присвоив себе авторство, Франк на этом не остановился, полностью переврав обстоятельства смерти чеченцев. Они не погибли в результате «зачисток», как об этом говорит Хефлинг, а были убиты в ходе боёв.
Однако, как впоследствии констатировал русскоязычный американский еженедельник «Вестник», объяснения «Известиями» и Блоцким обстоятельств гибели уже никого не интересовали — зарубежные телезрители были шокированы прежде всего бесчеловечным обращением с трупами людей в ходе массового захоронения.
Как отметила газета «КоммерсантЪ», материал Блоцкого вызвал серьёзный международный резонанс:
Яма, связанные колючей проволокой трупы, дыры от пуль в затылках. Русские солдаты закапывают расстрелянных пленных… С таким впечатлением комиссар Совета Европы по правам человека Альваро Хиль-Роблес ступил 25 февраля на российскую землю.

#### «Убийство Мальчика»
17 января 2002 года газета опубликовала материал своего нештатного публициста, журналиста-литератора, вегана и борца за права животных Ирины Озёрной, озаглавленный как «Убийство Мальчика. Трагедия в московской подземке». В нём описывался инцидент, произошедший в декабре 2001 года в подуличном переходе московской станции метро «Менделеевская», в результате которого погибла бродячая собака. По словам автора материала, Мальчиком звали чёрно-жёлтого беспородного пса величиной с крупную овчарку. Виновницей произошедшего автор назвала 21-летнюю фотомодель Юлианну Романову:
Девочка, скорее всего, специально приехала сюда поохотиться, заранее приглядев жертву.
Материал изобиловал расхожими клише «братья меньшие», «цивилизованный мир», «возрождение нравственности», а в отношении Романовой использовались эпитеты «убийца» и «живодёр». Автор призывала к скорейшему принятию закона о защите животных о жестокости, разработанному группой борцов за права животных (законопроект впоследствии был отклонён Президентом РФ).
Однако, по данным других СМИ, собака, которую журналист Озёрная назвала «Мальчиком», жила в составе стаи беспризорных псов в вестибюле метро. Конфликт произошёл после того, как стая облаяла собаку Романовой, которую та выгуливала на поводке. Пытаясь разнять сцепившихся псов, владелица собаки, находясь в состоянии психологического срыва, использовала нож.
По версии издания «Родная газета»:
Мальчик считал территорию перехода станции своим домом, следил за порядком, не пускал сюда других собак.
Публикация и последующие статьи в продолжение темы, вышедшие в общей сложности на пяти полосах газеты, вызвали общественный резонанс. Группа зоозащитников и мастеров искусств направила письма в адрес руководителей страны с требованием наказать героиню материала, в результате чего против неё было возбуждено уголовное дело по факту жестокого обращения с животными, и она была направлена на принудительное лечение в психиатрическую больницу сроком на один год. По предложению Ирины Озёрной и при содействии артистов эстрады и театральных деятелей на месте происшествия в 2007 году был установлен памятник погибшей собаке.
В 2007 году в интервью «Новой газете» Озёрная призналась:
Я собаку эту видела ещё щенком. Я ходила мимо, наблюдала: есть собака, ей тут хорошо, её кормят, вместе с охранниками охраняет переход. А потом я увидела, что собаки нет (…) И я потеряла покой. Написала статью в «Известия». Не головой, не руками написала — всем телом.

#### «Журналистское расследование убийства Станислава Маркелова и Анастасии Бабуровой»
Гибели известного российского адвоката Станислава Маркелова и журналистки Анастасии Бабуровой в феврале 2009 года газета посвятила серию статей, вызвавших, по оценке самой газеты, значительный общественный резонанс. В первой части цикла была рассмотрена версия о том, что Маркелова убили из-за дела Юрия Буданова, во второй — о возможной причастности к убийству фашистской организации, занимающейся отслеживанием адвокатов либерального толка. Третья часть расследования — статья Владимира Перекреста «Маркелов и Бабурова оказались вместе не случайно», в которой рассматривалась бытовая версия убийства, вызвала критику в адрес самой газеты со стороны журналистского сообщества.
15 февраля 2009 года в Общественную коллегию по жалобам на прессу, созданную по инициативе общественной организации «Союз журналистов России», в состав которой входят Ясен Засурский, Эдуард Сагалаев, Владимир Познер, Николай Сванидзе, Даниил Дондурей, Алексей Кара-Мурза, Михаил Ненашев, Георгий Сатаров и другие известные журналисты, была подана жалоба обозревателя газеты «Новые Известия» Зои Световой, которую возмутила статья Владимира Перекреста. По мнению заявительницы, публикация шокировала её тем, что вышла накануне траурного митинга в память о погибших, а также тем, что в ней обсуждались их личные отношения. Зоя Светова расценила данную публикацию как «безнравственное копание в личной жизни погибших» и попытку отвести обвинение от неофашистов.
Главный редактор «Известий» Владимир Мамонтов и журналист Владимир Перекрест направили письма в коллегию, в которых настаивали на своём праве проводить расследование и изучать все версии и отказались от участия в заседании, на котором рассматривалась жалоба.
Статья вызвала осуждение членами коллегии. По утверждению информационного агентства «Новый регион», материал был признан ими безнравственным, идущим вразрез со всеми принципам журналистской этики и общечеловеческой морали. По утверждению «Нового региона», единственным аргументом в защиту известного издания стало то, что «Известия» в настоящее время из респектабельного, «качественного издания» перешли в разряд бульварных газет, к которым данные нормы не применимы по определению.
Заведующий отделом Института философии Российской академии наук Алексей Кара-Мурза, сделавший по просьбе Коллегии экспертное заключение публикации Владимира Перекреста, уличил её автора в стремлении «принизить и банализировать трагедию».
По итогам рассмотрения жалобы, коллегия под председательством доктора юридических наук, профессора Михаила Федотова в марте 2009 года приняла решение, в котором, в частности говорилось:

Общественная коллегия полагает, что статья В. Н. Перекреста не делает чести газете «Известия», хотя и не является чем-то из ряда вон выходящим на фоне общей коммерциализации и опошления так называемой массовой прессы
Общественная коллегия усматривает в статье признаки применения манипулятивных технологий. Их цель — привнести в общественное сознание представления об экстремистском характере молодёжных оппозиционных движений, дать понять, что в их среде отклоняющееся поведение является нормой. Тем самым статья — вольно или невольно — обретает оттенок политической провокации

В своём комментарии на решение коллегии В. Мамонтов заявил, что читатели «Известий» получат полную, объективную картину и преступления, и хода его расследования. По мнению Мамонтова:

Домыслы о заказных публикациях и прочей ерунде, которые есть в тексте решения, коллегию не красят. Мы не обнаружили в Кодексе ни одного положения, которое бы нарушили. Общественный интерес к объективному расследованию убийства Маркелова и Бабуровой, который решение коллегии оспаривает, налицо: материал вызвал огромный интерес, что косвенно подтверждается и данным разбирательством.

По оценке агентства «Росбалт», это была «необычная статья: автор с большой симпатией отзывался о жертвах убийства, однако усомнился в том, что их убили „за политику“ и выдвинул версию „личных отношений и ревности“». Как пишет «Росбалт», «демократическая оппозиция восприняла это как пощёчину».
17 февраля 2009 года доктор юридических наук, член ЦК КПРФ Елена Лукьянова в своём заявлении расценила «журналистское расследование» газеты «Известия» как «чистый слив» и так отозвалась о публикациях Владимира Перекреста:

я прочитала все его последние публикации, связанные с делом Ходорковского, Литвиненко, «Тремя китами»… Так вот, все они более всего похожи на прокурорский слив. Прокуратура не хочет всерьёз расследовать подобные громкие преступления. Статья в «Известиях» — это попытка увести общественное мнение в сторону… На фоне того, что в стране убивают журналистов и адвокатов, острых журналистов и серьёзных адвокатов. Я бы характеризовала публикации Владимира Перекреста, и не только ту, о которой мы говорим сегодня, как чистый слив

На сайте ИдиотЪ.ру известный публицист, создатель проекта ВладимирВладимирович.ру Максим Кононенко так отозвался о решении Общественной коллегии:

Общественная коллегия по жалобам на прессу — это такой внутренний ритуал Союза Журналистов, совершенно бессмысленной организации <…> Потому что если у нас свобода слова, чуваки — то у нас свобода слова. И на все ваши «коллегии» я клал, потому что я вас не знаю и знать не хочу <…>
В журналистике нет и не может быть никакой Общественной коллегии. Журналистика — жестокая профессия, где выживает сильнейший. Все разговоры о том, что нужна ЭТИКА — это всё лабуда. Не бывает общественной этики

Сайт Экспертиза.ру опубликовал редакционную статью, в которой говорится, что Владимир Перекрест аргументированно высказал своё мнение, качественно выполнил свою работу. Обращение Зои Световой в Общественную палату по жалобам на прессу названо в статье «истерикой» и «неадекватной реакцией».

#### Обращение Сергея Кириенко
12 июня 2022 года в день России на сайте издания было опубликовано обращения от имени первого заместителя главы администрации президента Сергея Кириенко. В тексте публикации, в частности, говорится: «Вся Россия будет восстанавливать Донбасс… Да, это будет стоить несколько триллионов рублей. Но эти деньги будут выделены из российского бюджета — даже ценой временного снижения уровня жизни страны». На следующий день генеральный директор МИЦ «Известия» Владимир Тюлин назвал размещение публикации на сайте хакерской атакой, при переходе по ссылке стала появляться надпись: «Вы не авторизированы для доступа к этой странице».

## Судебные процессы
В ноябре 2014 года Савёловский суд Москвы обязал «Известия» опровергнуть статью Александра Проханова «Певцы и подлецы» от 17 августа. В статье содержалась информация о том, что Андрей Макаревич дал концерт на Украине перед украинскими военнослужащими, «которые сразу же после концерта отправились на позиции и из тяжелых гаубиц долбили дома, школы и госпитали Донецка, разрывая на части донецких девочек». Суд также обязал Александра Проханова выплатить Андрею Макаревичу компенсацию за моральный вред в размере полумиллиона рублей. 28 января 2015 года Московский городской суд отменил решение нижестоящего суда.

## Цензура
22 марта 2010 года стало известно, что публицист Максим Соколов покидает «Известия» из-за цензуры: по его словам, статья, в которой он подверг критике предложение мэра Москвы Юрия Лужкова временно разместить российскую «Кремниевую долину» на территории бывшего автозавода имени Лихачёва, была отклонена редакцией газеты. Максим Соколов вернулся в газету в сентябре 2011 года.
В сентябре 2019 года редакция «Известий» не продлила контракт с журналистом Ильёй Крамником после его критической статьи о министре обороны Сергее Шойгу. Статью удалили с сайта через несколько часов после публикации. В статье обозреватель отмечал, что, по его мнению, успешная реформа российской армии началась не с приходом Шойгу, а при прежнем министре обороны Анатолии Сердюкове. Материал удалили, по мнению автора, из-за «административного давления». В «Известиях» заявили, что материал был «недостаточно проработанным».

## Главные редакторы «Известий»
- март—май 1917 — Юрий Михайлович Стеклов (Нахамкис)
- май—октябрь 1917 — Фёдор Ильич Дан
- октябрь 1917—май 1925 — Юрий Михайлович Стеклов (Нахамкис)
- май 1925—октябрь 1928 — Иван Иванович Скворцов-Степанов
- 1928—1930 — Иван Михайлович Гронский (Федулов) (и. о.)
- 21 июля 1929 — 25 июля 1930 — Максимилиан Александрович Савельев
- (июль 1930 — апрель 1931 — Гаральд Иванович Крумин (Круминьш)
- Иван Михайлович Гронский (Федулов) (1931—1934), отстранён от должности, но арестован лишь через три года
- февраль 1934 — январь 1937 — Николай Иванович Бухарин (снят с должности и расстрелян)
- январь — ноябрь 1937 — Борис Маркович Таль (Криштап) (снят с должности и расстрелян)
- декабрь 1937 — апрель 1941 — Яков Григорьевич Селих
- апрель 1941 — ноябрь 1944 — Лев Ровинский
- 1944—1948 — Леонид Фёдорович Ильичёв[63]
- январь 1948 — май 1959 — Константин Александрович Губин
- май 1959 — октябрь 1964 — Алексей Иванович Аджубей (снят с должности после отставки своего тестя Никиты Хрущёва с поста Генерального секретаря ЦК КПСС)
- октябрь 1964 — май 1965 — Владимир Ильич Степаков[64]
- октябрь 1965 — февраль 1976 — Лев Николаевич Толкунов[65]
- февраль 1976 — февраль 1983 — Пётр Фёдорович Алексеев
- февраль 1983 — апрель 1984 — Лев Николаевич Толкунов[65]
- апрель 1984 — апрель 1990 — Иван Дмитриевич Лаптев
- апрель — май 1990 — Игорь Несторович Голембиовский (и. о.)
- 1990—1991 — Николай Иванович Ефимов (отстранён от руководства газетой решением редколлегии и трудового коллектива за поддержку ГКЧП)[66]
- август 1991 — июль 1997 — Игорь Несторович Голембиовский (покинул свой пост вместе с частью журналистов после конфликта с акционерами газеты)[67]
- июль 1997 — сентябрь 1998 — Василий Трофимович Захарько
- сентябрь 1998 — 16 октября 2003 — Михаил Михайлович Кожокин
- октябрь 2003 — сентябрь 2004 — Раф Салихович Шакиров (подал в отставку из-за разногласий с акционерами издания по поводу освещения газетой событий в Беслане)[68]
- сентябрь 2004 — ноябрь 2005 — Владимир Алексеевич Бородин[69], самый молодой главный редактор «Известий», до апреля 2010 года — главный редактор газеты «Труд»
- ноябрь 2005 — октябрь 2009 — Владимир Константинович Мамонтов
- (октябрь 2009 — апрель 2011 — Виталий Геннадьевич Абрамов
- апрель 2011 — июнь 2012 — Александр Станиславович Малютин[26]
- июнь 2012 — август 2013 — Александр Александрович Потапов[70]
- август 2013 — декабрь 2013 — Александр Станиславович Малютин[71][72])
- с декабря 2013 по 1 февраля 2016 — Александр Александрович Потапов[73]
- 1 февраля 2016 — 18 сентября 2018 — Арсений Оганесян[74][75]
- с 18 сентября 2018 — Сергей Коротеев[76]

## Известные сотрудники
- См. Категория:Журналисты газеты «Известия»

## Санкции
9 ноября 2023 года, на фоне вторжения России на Украину, Канада внесла «Известия» в санкционный список против российских структур дезинформации и военной пропаганды за «распространение ложных нарративов и пропаганды, которую выдают за экспертное мнение, в попытке узаконить неоправданное нарушение Россией суверенитета и территориальной целостности Украины».

#### Запрет на вещание в Евросоюзе
17 мая 2024 года было приостановлено вещание «Известий» в 27 странах Евросоюза, так как издание «распространяет и поддерживает российскую пропаганду и агрессивную войну против Украины». Совет Европейского союза, приостановив вещание ряда других компаний, отмечал что эти СМИ «находятся под постоянным прямым или косвенным контролем властей Российской Федерации, они сыграли существенную роль в поддержке агрессивной войны России против Украины, а также в дестабилизации соседних стран».
24 июня 2024 года компания включена в санкционные списки Европейского союза.

## Мнения о газете
В мае 2009 года TNS Media Intelligence составила отчёт по цитируемости российских изданий в эфире центрального телевидения и радио. Согласно этому исследованию — «Известия», наряду с «Коммерсантом» и «Российской газетой», «являются ключевыми источниками деловых и политических новостей в российском информационном пространстве». Согласно тому же исследованию, по длительности цитирования изданий «Известия» занимают первое место.
В мае 2007 года кандидат культурологии Евгений Андреев так охарактеризовал «Известия»:

«Известия» являются газетой, в которой достаточно подробно освещаются события в стране и в мире практически во всех отраслях общественной жизни — политике, экономике, культуре, спорте, информационных технологиях и многих других. […] Авторами текстов, помимо журналистского коллектива, в данном издании являются люди, чьи имена достаточно известны широкой аудитории (Вольский, Лифшиц, Хакамада и ряд других); они являются, в известной мере, экспертами, а, следовательно, на их статьи существует повышенный спрос.

По мнению Андреева, «Известия» направлены на аудиторию с довольно высоким уровнем образования, интеллигенцию, а «события, освещаемые в рамках данного издания, освещаются независимо и объективно, что делает её привлекательной для читателя такого уровня».
Британский еженедельник The Economist в связи со смертью А. Э. Бабуровой в 2009 году писал об «Известиях»:

…газета, в последние годы проникнутая национализмом, конформизмом и цинизмом.
Оригинальный текст (англ.)a newspaper which in recent years has exuded nationalism, conformism and cynicism.

В январе 2010 года в редакционном комментарии сетевого издания «Газета.ру» «Известия» (а также «Комсомольская правда») были отнесены к «старым советским брендам», которые, по мнению издания, «деградировали» и «не прогрессировали».
Политолог Александр Кынев, комментируя смену руководства в 2011 году, назвал «Известия» «стенгазетой партии „Единая Россия“» и наиболее ярким примером «деградации роли прессы в современной России».
В мае 2019 года сатирик Виктор Шендерович высмеял в своём блоге тенденциозные и лживые новости газеты «Известия», сравнив их с советским агитпропом.
Председатель правительства РФ Михаил Мишустин в поздравительной телеграмме коллективу редакции в марте 2022 года отметил:
Знаменитое издание всегда сотрудничало с талантливыми писателями, публицистами, журналистами, фотографами. В «Известиях» печатались произведения Владимира Маяковского, Александра Твардовского и Константина Симонова. Уникальную фотохронику создавали Дмитрий Дебабов, Владислав Микоша, Георгий Зельма, Дмитрий Бальтерманц, Павел Трошкин, Сергей Смирнов, Константин Завражин

### Обвинения в экстремизме
В декабре 2009 года прокуратура Москвы направила редакции газеты предостережение в связи с публикацией о деятельности экстремистского религиозного объединения: прокуратура нашла в статье «Новая Россия и новая Турция в новом мире» (в которой одобряется деятельность лидера экстремистского религиозного объединения «Нурджулар») содержание, которое «направлено на унижение граждан по национальному признаку». 

Президент редакции газеты «Известия» Владимир Мамонтов заявил, что речь идёт лишь о вкладке рекламного характера: «никакого одобрения религиозных сект в этом материале я не помню».

### Обвинения в публикации заказных материалов
В сентябре 2014 года группа «Анонимный интернационал» выложила в сеть два архива с внутренними документами и перепиской с 5 февраля по 23 сентября 2014 года, якобы принадлежащей сотруднику ОАО «Московские информационные технологии» (МИТ) Антону Бушуеву. Сама компания связана с мэрией Москвы и специализируется на информационно-аналитическом сопровождении работы столичных властей. Согласно этим данным, МИТ регулярно размещает проплаченные материалы без каких-либо пометок об их рекламном характере в общей сложности 23 изданиях, среди которых есть и «Известия». 

Главный редактор издания Александр Потапов заявил изданию «The Insider» о том, что одна из указанных статей является редакционным материалом, за который никаких денег уплачено не было. Но в рекламном отделе газеты подтвердили наличие договора с МИТ, в котором указаны упоминавшиеся в выложенной переписке вознаграждения за эти материалы.

### Обвинения в непрофессионализме
24 июля 2015 года в газете вышла заметка Анастасии Кашеваровой «Структуры Фонда Сороса „зашли“ в российские библиотеки», посвящённой работе института «Открытое общество» и изданных им книгах Джона Кигана и Энтони Бивора. Журнал «Такие дела» обнаружил, что этот материал практически целиком основан на статьях об историках из «Википедии» и приведённых в них цитатах критиков. При этом, формулировки из этой статьи потом ещё возникли в приказе Минобразования Свердловской области, потребовавшего изъять из библиотек книги британских историков.
В августе 2015 года бывший генеральный директор РБК Сергей Лаврухин обвинил репортёра издания Эльдара Ахмадиева в вырывании своих слов из контекста, из-за чего в итоговой заметке медиаменеджеру приписали обвинения в иностранном финансировании в адрес сайта Meduza.

## Награды
- «Премия Рунета» сайту izvestia.ru в номинации «Государство и общество» в 2007 году[100].
- «Премия Рунета» сайту iz.ru в номинации «Культура, СМИ и массовые коммуникации» в 2017 году[101].
- орден Ленина
- орден Октябрьской Революции
- орден Трудового Красного знамени (08.07.1949) — «за успешную работу по воспитанию трудящихся в духе идей Ленина-Сталина и заслуги в деле мобилизации советского народа на строительство социалистического общества»

## Рейтинги
- «Известия» заняли первое место по цитируемости в России среди газет по итогам 2014[102] и 2017 года согласно данным «Медиалогии»[103].